# Creoda de Mèrcia
Creoda (Cryda o Crida, al segle VI) podria ser el primer rei de Mèrcia, el qual hauria regnat cap a finals del segle vi.
Encara que és esmentat en la genealogia de la Crònica anglosaxona, en aquest text Creoda no porta el títol de rei. Alguns acadèmics han posat en dubte la seva existència. Barbara Yorke opina que encara que és possible que alguna mena de llista de reis pugui ser acceptada com a font d'informació (tot i que la llista de Worcester comença per Penda), aquestes dades podrien no ser res més que deduccions basades en noms procedents del text de Beda i de la genealogia d'Æthelred, mentre que les dates semblen estar influïdes per un paràgraf de la Crònica anglosaxona en què es parla de la mort d'un saxó de l'oest anomenat Creoda; les fonts documentals que han sobreviscut als nostres dies ens permeten afirmar amb certesa poca cosa més que el regne de Mèrcia va existir des de finals del segle vi.
El punt de vista de Yorke és compartit pel professor d'història medieval Nicholas Brooks, que va escriure: «Malgrat la temptativa del professor Davies en defensa de la historicitat d'aquest material, no es pot dir que estigui clar que el que rau sota totes aquestes dades que apareixen disseminades en les obres de Henry de Huntingdon, Roger de Wendover i Mateu de París, és quelcom més important que les conjectures inventades per un monjo anglès de potser una època tan posterior com els inicis del segle xii, basat en els noms aportats per Beda, la genealogia reial de Mèrcia i la Crònica anglosaxona. Amb una interpretació com aquesta no seria sorprenent que haguessin fet encaixar més o menys els fragments d'informació que tenim sobre la història primerenca de Mèrcia; ja que el compilador d'aquestes dades podria haver tingut accés a les mateixes fonts que estan al nostre abast.»
El suggeriment que Creoda va ser rei de Mèrcia procedeix del que diu a la Historia Anglorum, obra escrita per Henry de Huntingdon en la primera meitat del segle xii. Segons aquest cronista, Creoda va morir l'any 593, però aquesta dada sembla estar basada en una confusió, perquè el que diu el text exactament és que en aquell any va morir un home anomenat Crida, però el context suggereix que aquest mort era un saxó de l'oest i no un merci.
Creoda consta en el llinatge dels reis de Mèrcia que ofereix la col·lecció ànglia, on es diu que va ser el fill de Cynewald i el net d'Icel, el creador d'aquesta dinastia, els Iclingues.